# إيماس (طب الجلد)
إيماس (بالإنجليزية: Exocytosis)‏ هو ارتشاح البشرة بخلايا دموية التهابية أو دورانية.